# Marcos Lopes
Marcos Paulo Mesquita Lopes (Belém, Brasil, 28 de diciembre de 1995), conocido como Rony Lopes, es un futbolista portugués. Juega de centrocampista y su equipo es el Alanyaspor de la Superliga de Turquía.

## Trayectoria
Marcos Lopes se formó en las categorías inferiores del S. L. Benfica entre 2005 y 2010, pero en 2011 llegó al equipo reserva del Manchester City. Debutó en competición oficial con el primer equipo sky blue en 2013, cuando sustituyó a David Silva durante un partido de la FA Cup, y marcó su primer gol, convirtiéndose así en el futbolista más joven del conjunto inglés en lograr un tanto, con solo 17 años y 9 días.
En julio de 2014 el Lille O. S. C. anunció su llegada en calidad de cedido para la temporada 2014-15. Comenzó jugando los primeros partidos y marcando un gol, pero una tendinitis truncó su evolución y le hizo perderse gran parte de la primera mitad de la temporada. Regresó en la segunda vuelta para jugar todos los partidos (solo se perdió dos por sanción y uno por estar con su selección), anotando dos goles que le dieron sendas victorias por 2-1 a su equipo, que terminó el campeonato como 8.º clasificado.
Terminada su cesión, regresó al Manchester City y se incorporó al primer equipo; pero en agosto de 2015, el A. S. Mónaco de la Ligue 1 se hizo con los servicios de Lopes. Sin embargo, en el conjunto del principado no contó con muchos minutos, por lo que volvió a marcharse cedido al Lille para la segunda parte de la temporada. Allí disfrutó del tiempo de juego que no le dieron en el A. S. Mónaco, aunque alternaba la suplencia con la titularidad, y volvió a contribuir con tres goles y una asistencia a la remontada de su equipo, que en la segunda vuelta de la Ligue 1 2015-16 se alejó de la zona baja de la clasificación y terminó obteniendo el 5.º puesto. También jugó una final de la Copa de la Liga, pero perdió (2-1) ante el París Saint-Germain.
En verano de 2016 debía volver al Mónaco, pero fue cedido por una tercera temporada al Lille. Comenzó la temporada siendo titular y marcando dos goles jugando contra el F. C. Metz como visitante, pero el encuentro finalizó con victoria local (3-2). Lopes estuvo las 3 siguientes semanas de baja por una elongación muscular. Otras dos lesiones (isquiotibiales y muslo) lo dejaron fuera de combate durante dos meses en octubre y enero, pero en la recta final de la temporada volvió a ser un titular habitual y ayudó a sellar la permanencia para su equipo.
En agosto de 2019 fichó por el Sevilla Fútbol Club por cuatro temporadas y un coste de traspaso de 25 millones de euros. Tras no tener muchas oportunidades en su primer año, el 29 de julio de 2020 fue cedido al O. G. C. Niza por una temporada con opción de compra. Esta no se hizo efectiva y el 17 de agosto de 2021 volvió a marcharse cedido al Olympiakos de la Superliga de Grecia. La temporada siguiente acumuló una tercera cesión para volver a competir en la Ligue 1 con el E. S. Troyes A. C.
El 2 de agosto de 2023 se hizo oficial su fichaje por el S. C. Braga a cambio de un 20% de un futuro traspaso y un máximo de 500 000 € en función de determinados objetivos. Estuvo una temporada en este club y en agosto de 2024 se unió al Alanyaspor por dos años. El primero de ellos lo terminó en el S. C. Farense tras llegarse a un acuerdo para su cesión.

## Estadísticas
| Club                             | Div.          | Temporada     | Liga  | Liga  | Copa nacional | Copa nacional | Copa internacional | Copa internacional | Total | Total |
| Club                             | Div.          | Temporada     | Part. | Goles | Part.         | Goles         | Part.              | Goles              | Part. | Goles |
| -------------------------------- | ------------- | ------------- | ----- | ----- | ------------- | ------------- | ------------------ | ------------------ | ----- | ----- |
| Manchester City F. C. Inglaterra | 1.ª           | 2012-13       | 0     | 0     | 1             | 1             | 0                  | 0                  | 1     | 1     |
| Manchester City F. C. Inglaterra | 1.ª           | 2013-14       | 0     | 0     | 4             | 0             | 0                  | 0                  | 4     | 0     |
| Manchester City F. C. Inglaterra | Total club    | Total club    | 0     | 0     | 5             | 0             | 2                  | 1                  | 5     | 1     |
| Lille O. S. C. Francia           | 1.ª           | 2014-15       | 23    | 3     | 1             | 0             | 3                  | 0                  | 27    | 3     |
| A. S. Monaco F. C. Francia       | 1.ª           | 2015-16       | 2     | 0     | ―             | ―             | 0                  | 0                  | 2     | 0     |
| Lille O. S. C. Francia           | 1.ª           | 2015-16       | 12    | 2     | 4             | 1             | ―                  | ―                  | 16    | 3     |
| Lille O. S. C. Francia           | 1.ª           | 2016-17       | 25    | 4     | 2             | 2             | 2                  | 0                  | 29    | 6     |
| Lille O. S. C. Francia           | Total club    | Total club    | 60    | 9     | 7             | 3             | 5                  | 0                  | 72    | 12    |
| A. S. Monaco F. C. Francia       | 1.ª           | 2017-18       | 38    | 15    | 7             | 1             | 5                  | 1                  | 50    | 17    |
| A. S. Monaco F. C. Francia       | 1.ª           | 2018-19       | 24    | 2     | 5             | 2             | 0                  | 0                  | 29    | 4     |
| A. S. Monaco F. C. Francia       | 1.ª           | 2019-20       | 1     | 0     | 0             | 0             | ―                  | ―                  | 1     | 0     |
| A. S. Monaco F. C. Francia       | Total club    | Total club    | 65    | 17    | 12            | 3             | 5                  | 1                  | 82    | 21    |
| Sevilla F. C. · España           | 1.ª           | 2019-20       | 5     | 0     | 2             | 0             | 7                  | 0                  | 14    | 0     |
| Sevilla F. C. · España           | Total         | Total         | 5     | 0     | 2             | 0             | 7                  | 0                  | 14    | 0     |
| O. G. C. Niza Francia            | 1.ª           | 2020-21       | 28    | 3     | 1             | 2             | 4                  | 0                  | 33    | 5     |
| O. G. C. Niza Francia            | Total club    | Total club    | 28    | 3     | 1             | 2             | 4                  | 0                  | 33    | 5     |
| Olympiakos · Grecia              | 1.ª           | 2021-22       | 18    | 3     | 3             | 1             | 6                  | 0                  | 27    | 4     |
| Olympiakos · Grecia              | Total club    | Total club    | 18    | 3     | 3             | 1             | 6                  | 0                  | 27    | 4     |
| E. S. Troyes A. C. Francia       | 1.ª           | 2022-23       | 32    | 7     | 0             | 0             | ―                  | ―                  | 32    | 7     |
| E. S. Troyes A. C. Francia       | Total club    | Total club    | 32    | 7     | 0             | 0             | 0                  | 0                  | 32    | 7     |
| S. C. Braga Portugal             | 1.ª           | 2023-24       | 23    | 2     | 5             | 2             | 4                  | 0                  | 32    | 4     |
| S. C. Braga Portugal             | Total club    | Total club    | 23    | 2     | 5             | 2             | 4                  | 0                  | 32    | 4     |
| Alanyaspor Turquía               | 1.ª           | 2024-25       | 15    | 0     | 3             | 1             | ―                  | ―                  | 18    | 1     |
| Alanyaspor Turquía               | Total club    | Total club    | 15    | 0     | 3             | 1             | 0                  | 0                  | 18    | 1     |
| S. C. Farense Portugal           | 1.ª           | 2024-25       | 14    | 1     | ―             | ―             | ―                  | ―                  | 14    | 1     |
| S. C. Farense Portugal           | Total club    | Total club    | 14    | 1     | 0             | 0             | 0                  | 0                  | 14    | 1     |
| Total carrera                    | Total carrera | Total carrera | 260   | 42    | 38            | 12            | 33                 | 2                  | 331   | 56    |

## Palmarés

### Campeonatos nacionales
| Título                      | Club                  | País       | Año  |
| --------------------------- | --------------------- | ---------- | ---- |
| Copa de la Liga             | Manchester City F. C. | Inglaterra | 2014 |
| Superliga de Grecia         | Olympiacos F. C.      | Grecia     | 2022 |
| Copa de la Liga de Portugal | S. C. Braga           | Portugal   | 2024 |

### Campeonatos internacionales
| Título                 | Club          | País     | Año  |
| ---------------------- | ------------- | -------- | ---- |
| Liga Europa de la UEFA | Sevilla F. C. | Alemania | 2020 |